# Jalapur, Manvi
Jalapur là một làng thuộc tehsil Manvi, huyện Raichur, bang Karnataka, Ấn Độ.